# ラントとライヒの均制化に関する暫定法律
ラントとライヒの均制化に関する暫定法律（ラントとライヒのきんせいかにかんするざんていほうりつ、ドイツ語: Das Vorläufige Gesetz zur Gleichschaltung der Länder mit dem Reich）は、ドイツ国において1933年3月31日に制定・公布された法律。同年4月7日には、補足となるラントとライヒの均制化に関する第二法律が施行されている。ラントは州とも訳される自治体を指し、ライヒは中央政府を指す。国家社会主義ドイツ労働者党による強制的同一化政策（ドイツ語: Gleichschaltung）の一過程であり、ヴァイマル共和政下において成立していた強力な権限を持った地方自治制度は終焉した。

## 歴史的傾向
1918年まで、ドイツの地方自治体は、今日のスイスやフランスの地域社会に匹敵する広範な自治権を有していた。それらは強大な権限を望むナチス陣営にとって障害だったので、改革の過程で国や自治体の決議権に対して最初の重大な介入を行った。 1919年8月12日、マティアス・エルツベルガー財務大臣は、国会議員団に対し、新しい構造について次のように伝えた。
```
"私はそれを認識しており、明確にすることを望んでいる：「ドイツの統一国家を建設する最大の課題は、ライヒ独自の税務組織の実施である」"
[
3
]
```

1920年3月30日の収益分配立法を含めた州税法の改正で最初に州および地方自治体は財政的独立性を失った。30以上の自治体が以前の権限を有していたものの、ワイマール共和国の大半の政党は統一国家の創設を支持した。SPDの大部分、さらに左翼全体、もちろんいくつかの右派当事者は、統一に賛成した。一方、いくつかの右翼、保守的政党が依然、連邦主義者として残留していた。特に、NSDAPのように、USPDやKPDのような当事者は、多元主義がもはや起こらない独裁政権を志向した。遅くとも1928年から、ライヒの再建のための連合の基盤に伴い、銀行や産業、農業、様々な政党、科学、労働運動のメンバーが代表を務めた権威主義的な大統領政権を持っていた地方議会への大規模な解散の要求が進んだ。
連邦主義の排除の前奏は、1932年7月20日に発生したプロイセン・クーデターによって起こり、その結果、プロイセン自由州は事実上すでにライヒ政府と同化していた。この "Verreichlichung"は政府に衝撃を与えた。政治的に中央から政治的に離れている職員の大部分を職場から排除する能力を有した。

## 法律の施行
ヒトラー内閣の成立から2か月、全権委任法によってほぼ無制限の立法権が与えられた政府によって最初に公布されたのがこの法律である。制定と同時に発効している。この法律ではまずラント政府に対し、憲法で定められた以外の立法権が認められた。また議会は解散され、3月5日の国会選挙での獲得議席数（ただしドイツ共産党の議席を除いたもの）に基づいて再編成された。
1933年4月7日には「ラントとライヒとの均制化に関する第二法律」が施行され、国家代理官（Reichsstatthalter）の任命が行われた。これは首相の推薦に基づいて大統領が任命するもので、州政府の人事から立法・恩赦など極めて強力な権限を持っていた。
1934年1月30日、ライヒ新構成法が制定され、形ばかりとなっていたラントの議会は廃止され、ラントは国家に服属するものと規定された。ヴィルヘルム・フリック内相が「ラントはライヒの執行機関に過ぎない」と言明したとおり、ラントの命脈は断ち切られた。